# Командный пункт
Кома́ндный пункт, в вооружённых силах (ВС) государства — место нахождения командира (командующего, верховного главнокомандующего) с основной частью штаба и средства связи, оборудованное для управления боем или операцией.
Командный пункт создаётся в частях, соединениях и объединениях родах войск всех видов ВС, отдельных родах войск, специальных войсках. Командные пункты могут быть подвижными и стационарными. Командные пункты оборудуются в инженерном отношении для обеспечения работы органов управления и для защиты от наземного и воздушного нападения. В рабочих документах применяется сокращение — КП.

... Командные пункты организовывались и несли службу плохо, неумело переходили с одного места на другое. ...— Приказ Народного комиссара обороны Союза ССР № 120 «О боевой и политической подготовке войск в летний период 1940 учебного года», от 16 мая 1940 года.

## История
Направление и удаление КП от линии фронта определяется возможностью непрерывного управления войсками (силами), поддержания связи с подчинёнными и взаимодействующими формированиями (войсками (силами)), а также с вышестоящим штабом.
Размещение КП производят с соблюдением мер маскировки и обороны.
По защищенности: низкой, средней, повышенной, высокой, сверхвысокой и особый класс защиты командного пункта.
Обычно на КП наряду с командующим находятся его заместители, штаб, начальники родов войск и служб. Их работу обеспечивают узел связи и группа обеспечения. При необходимости в формированиях создаются передовой и воздушный пункты управления (в части — наблюдательный пункт (НП)), которые являются элементами КП.
КП, в соответствии с Корабельным уставом ВМФ ВС России, от 2001 года, называется место, оборудованное необходимыми средствами управления, откуда командир руководит действиями личного состава подчиненных ему подразделений, применением оружия, использованием технических средств и борьбой за живучесть, а также поддерживает связь со старшим командиром и взаимодействующими подразделениями. КП командира корабля является главным командным пунктом корабля и именуется ГКП, а на кораблях 4-го ранга, где имеется только один командный пункт — КП.
Кроме основного командного пункта (ОКП; в ВМФ — главного, ГКП), могут быть созданы другие пункты управления: передовой командный пункт (ПКП)., запасной командный пункт (ЗКП)., тыловой командный пункт (ТКП).
Иногда называют «пост боевого управления» или «пункт боевого управления» («ПБУ»; например, комплекс С-300).
Также, действуют и такие КП как автоматические (но не являющиеся стандартным комплектом или обязательным элементом всей системы).
Для такой гражданской отрасли, как перевозки по воздуху, рельсовые, наличие высокоэффективных КП — обязательное условие работы.

## Изделия
На оснащении формирований РККА стоял штабной автомобиль, то есть подвижный КП. Так, в 1927 году, для РККА было изготовлено 9 единиц штабных 6-местных автомобилей, на базе АМО-Ф-15, с открытым трёхдверным кузовом с брезентовым верхом.
В ВС Союза ССР существовали КП как изделия на базе колёсной и гусеничной техники в тактическом звене (КШМ — командно-штабная машина), а также специализированные летательные аппараты, известные как воздушный командный пункт, ВКП или ВзКП.
Машины управления:
- БТР-152И — машина управления на базе БТР-152. Выпускалась в 1957—1962 гг.
- БТР-152С1 — подвижный КП, производился в 1960—1962 гг.
- БТР-80К — командирский бронетранспортёр, машина управления со связным и штабным оборудованием.
- БТР-80УП-КР. Машина на базе БТР-80 производства Украины. Подвижный КП командира роты.
- БТР-80УП-КБ. Машина на базе БТР-80 производства Украины. Подвижный КП командира батальона
- 9С482М6. Машина — подвижный пункт управления ПВО.
- БМД-1КШ — командно-штабная машина начальника штаба батальона на базе БТР-Д.
- Р-149БМР «Кушетка-Б» — командно-штабная машина.
- Р-145БМА — современная КШМ на базе бронеавтомобиля ГАЗ-233036.
- и мн. др.

Так, широко распространённая в Союзе ССР КШМ БМП-1КШ была создана на базе БМП-1. Машина не имела вооружения, а для самообороны был ручной пулемёт ПК. Экипаж состоял из механика-водителя и двух операторов-связистов, имелись 4 места для офицеров управления. Для работы на стоянке использовался выносной агрегат питания АБ-1-П/30-М1-1.
Летательные аппараты:
- Ил-22, Ил-22М-11, Ил-22М-15 — воздушные командные пункты на базе пассажирского самолёта Ил-18. Построено или переоборудовано 36 самолётов.
- Ил-80 (Ил-86ВзПУ) — воздушный командный пункт, предназначенный для ведения боевых действий планетарного масштаба с применением ядерного оружия. Иначе — самолёт «судного дня». Построено 4 самолёта, все базируются в Чкаловском, войсковая часть 15650.
- Ил-76СК — воздушный командный пункт, предназначенный для ведения боевых действий с применением ядерного оружия, самолёт «судного дня». Построено 2 машины, обе базируются в Чкаловском, войсковая часть 15650.
- Ми-27 — воздушный пункт управления боевыми действиями армий[5]. Грузовая кабина разделялась поперечными перегородками на салон оперативной группы (ОГ), технический и бытовой отсеки. В салоне ОГ размещались 6 рабочих мест, в следующем отсеке располагалась группа управления техническими средствами и организации связи, там же при необходимости можно было организовать дополнительные места отдыха. В техническом отсеке находилась аппаратура радиосвязи. Бытовое оборудование включало систему водоснабжения, буфет, отсек для отдыха двух человек и туалет. Были переоборудованы два серийных вертолёта, которые проходили испытания в Ленинграде и Евпатории. Одна из этих машин затем попала в Харьковский институт ВВС, где использовалась в качестве наглядного пособия после чего была утилизирована[6].
- Также были штабные самолёты («салонные» варианты) на базе обычных пассажирских машин, оборудованные спецсвязью или без таковой (Ил-18, Ту-104, Ту-134 и др.). Первый салон предназначался для руководства, во втором стояли обычные пассажирские кресла. При оборудовании самолёта аппаратурой ЗАС часть второго салона занимали стойки с блоками и рабочие места операторов, всё было закрыто перегородками купейного типа.